# John Jairo Castillo
John Jairo Castillo Angulo (Cali, Valle del Cauca, Colombia, 20 de abril de 1984) es un exfutbolista colombiano. Jugaba de delantero y su último equipo fue Cultural Santa Rosa de la Segunda División del Perú.

## Trayectoria
Debutó profesionalmente en el club colombiano Millonarios, En el 2001 compartió camerino con Fabián Vargas en el América de Cali.La temporada 2005 es la primera experiencia fuera de su país por el Oriente Petrolero y terminó el resto del año en Once Caldas de Manizales, La temporada 2006 jugó en el ascenso de su país, tanto en el Girardot FC como en el Cortuluá. La temporada 2007 juega para el Deportes Tolima con el dorsal número 19.
Después de su paso por tierras bolivianas fus transferido a Guaros FC de Venezuela, donde anotó la cifra de 14 goles por este equipo, además de ser compañero de los futbolistas colombianos René Higuita y Joaquín Martínez Mogollón.
Llegó a Everton proveniente de Colo-Colo club en el cual no tuvo continuidad peleó el puesto con Darío Gigena y Ezequiel Miralles.
Mientras transcurría el minuto 80 del partido válido por la 9.ª fecha del torneo de clausura chileno entre su equipo y Rangers de Talca, se desvanece en el campo de juego, provocando la preocupación de sus compañeros y del público que asistió al Estadio Fiscal de Talca, ya que se vino a la memoria la muerte de jugadores como el español Antonio Puerta. Luego de ser retirado en ambulancia, los médicos informan que se debería a un traumatismo sufrido por un golpe en algún momento del partido, de acuerdo a lo informado por la prensa chilena y colombiana. En el partido que Everton de Viña se enfrentó a Rangers de Talca Castillo se desplomó en el suelo desmayado, pero por suerte fue solo fatiga.
En 2009 regresó a Colombia y fue campeón con el Cortuluá de la Categoría Primera B. A mediados de 2010 regresa a la segunda división colombiana para jugar con el Itagüí Ditaires, con el que se corona campeón de la Primera B. Jugó con la camiseta número 7 y compitió el puesto con Lionard Pajoy. 
En enero de 2013 se unió a Leones Negros, equipo que a la sazón militaba en la Liga de Ascenso de México. 
Al año siguiente el Platense Fútbol Club de Honduras intentó ficharlo, pero la operación finalmente no se concretó.
El 2015 marcó 5 tantos con el UTC para la temporada 2016 firma por el Cultural Santa Rosa para jugar la Segunda división peruana.

## Clubes
| Club                    | País      | Año         | Goles |
| ----------------------- | --------- | ----------- | ----- |
| Millonarios             | Colombia  | 2000        | 4     |
| América de Cali         | Colombia  | 2001        | 1     |
| Centauros Villavicencio | Colombia  | 2004        | 1     |
| Oriente Petrolero       | Bolivia   | 2005        | 0     |
| Once Caldas             | Colombia  | 2005        | 1     |
| Girardot FC             | Colombia  | 2006        | 1     |
| Cortuluá                | Colombia  | 2006        | 9     |
| Deportes Tolima         | Colombia  | 2007        | 0     |
| Guaros FC               | Venezuela | 2007        | 14    |
| Colo-Colo               | Chile     | 2008        | 1     |
| Everton                 | Chile     | 2008        | 0     |
| Cortuluá                | Colombia  | 2009 - 2010 | 3     |
| Itagüí Ditaires         | Colombia  | 2010 - 2011 | 0     |
| Universitario Popayán   | Colombia  | 2012        | 0     |
| Portuguesa FC           | Venezuela | 2012        | 3     |
| Leones Negros           | México    | 2013 - 2014 | 0     |
| UTC Cajamarca           | Perú      | 2015        | 1     |
| Cultural Santa Rosa     | Perú      | 2016        | 0     |

## Palmarés

### Campeonatos nacionales
| Título           | Club                    | País     | Año  |
| ---------------- | ----------------------- | -------- | ---- |
| Primera División | América de Cali         | Colombia | 2001 |
| Primera B        | Centauros Villavicencio | Colombia | 2002 |
| Primera B        | Cortuluá                | Colombia | 2009 |
| Primera B        | Itagüí                  | Colombia | 2010 |